# Trường Hải quân Hoàng gia cũ
Trường Hải quân Hoàng gia cũ (tiếng Anh: Old Royal Naval College) là trung tâm kiến trúc của Di sản Hải dương Greenwich được UNESCO công nhận là Di sản thế giới như là quần thể kiến trúc và cảnh quan đẹp nhất, ấn tượng nhất Quần đảo Anh. Một số tòa nhà của quần thể này mở cửa cho du khách tham quan. Tòa nhà ban được được xây dựng để phục vụ như là Bệnh viện Hoàng gia cho các thủy thủ tại Greenwich, ngày nay thường được gọi là Bệnh viện Greenwich, được thiết kế bởi Christopher Wren và được xây dựng từ năm 1696 đến 1712. Bệnh viện đóng cửa vào năm 1869. Từ năm 1873 đến 1998, nơi đây trở thành Trường Hải quân Hoàng gia Greenwich.